# Jean-Roger Caussimon
Jean-Roger Caussimon född 24 juli 1918 i Paris, död 19 oktober 1985 i Paris, var en fransk skådespelare.  

## Filmografi (urval)
- 1974 - Que la fete commence
- 1966 - Fantômas contre Scotland Yard
- 1960 - Im Stahlnetz des Dr. Mabuse
- 1954 - Bel Ami
- 1950 - Juliette ou La clef des songes